# شهابي (رستاق)
شهابي (بالفارسية: شهابی) هي قرية تقع في إيران في Rostaq Rural District. يقدر عدد سكانها بـ 105 نسمة بحسب إحصاء 2016.